# Термічний аналіз
Термічний аналіз (рос. термический анализ, англ. thermoanalysis; нім. thermische Analyse f) — метод дослідження фіз.-хім. і хім. перетворень речовини (зокрема гірських порід і мінералів) під впливом температури, а також розділ матеріалознавства, що вивчає зміну властивостей матеріалів під впливом температури.

## У матеріалознавстві
- 1. Розділ матеріалознавства, що вивчає зміну властивостей матеріалів під впливом температури. У залежності того, яка властивість матеріалу виміряється, виділяють кілька методів термічного аналізу:

Диференційно-термічний аналіз (ДТА): температура
Диференційно-скануюча калориметрія (ДСК): теплота
Термогравіметричний аналіз (ТГА): маса
Термомеханічний аналіз (ТМА): лінійний розмір
Дилатометрія (Дил): об'єм
Динамічний механічний аналіз (ДМА): механічна твердість і амортизація
Діелектричний термічний аналіз (ДЕТА): діелектрична проникність і коефіцієнт втрат
Газотермічний аналіз (ГТА): газові продукти розкладання
Термооптичний аналіз (ТОА): оптичні властивості
Візуально-політермічний аналіз (ВПА): форма
Лазерний імпульсний аналіз (ЛПА): температурний профіль
Термомагнітний аналіз (ТМА): магнітні властивості
Під синхронним термічним аналізом (СТА) звичайно розуміють спільне використання термогравіметрії (ТГА) і диференційно-скануючої калориметрії (ДСК) того самого зразка на одному інструменті. У цьому випадку умови експерименту практично однакові для обох сигналів. Отримана інформація може бути ще більш розширена при оснащенні інструмента СТА системою аналізу газової фази (ГТА) — ІЧ-Фур'є спектроскопією або мас-спектрометрією (МС).
Дериватографія — дослідження хімічних та фізико-хімічних процесів у речовині в умовах зміни температурного режиму. Дериватографія основана на поєднанні диференційного термічного аналізу з термогравіметрією.
Інші методи Т.а. засновані на вимірюванні звуку або емісії світла від зразка, електричного розряду від діелектричного матеріалу або механічної релаксації в навантаженому зразку. Об'єднуючою сутністю всіх перерахованих методів є те, що відгук зразка записується залежно від температури (і часу).
Звичайна зміна температури здійснюється по заздалегідь заданій програмі — або це безперервне збільшення або зменшення температури з постійною швидкістю (лінійне нагрівання/охолодження), або серія вимірювань при різній температурі (східчасті ізотермічні виміри).

## У геології і мінералогії
- 2. У геології, мінералогії — метод дослідження фіз.-хім. і хім. перетворень, які відбуваються в мінералах і гірських породах в умовах заданої зміни температури. ТА дозволяє ідентифікувати окремі мінерали і визначати їх кількісний склад, вміст у суміші, дослідити механізм і швидкість змін, що протікають у речовині: фазові переходи або хім. реакції дегідратації, дисоціації, окиснення, відновлення. З допомогою ТА вирішується широке коло геологічних, мінералогічних, технологічних завдань.

Термічний аналіз звичайно застосовують при наявності в корисної копалині мінералів у виді тонкодисперсних або колоїдних утворень, плівок, кірочок і т.п., яки трудно діагностуються оптичним методом. Термічний аналіз необхідний при дослідженні корисних копалин, що містять глини, водні силікати, карбонати, борати, сульфати та гідроокисли важких металів. Термічний аналіз оснований на фізико-хімічних змінах, що відбуваються при нагріванні або охолодженні речовини і залежать від її складу та структури. Ці зміни регіструються графічно у виді кривий, яка характеризує теплові зміни в пробі (ендотермічний або екзотермічний ефект). Кожна речовина має свою індивідуальну термічну характеристику, що відбивається кривою диференціально-термічного аналізу. Існують атласи кривих і зведені таблиці, що допомагають ідентифікувати криву термічного аналізу з еталонною і таким чином діагностувати мінерал, що аналізується.

## У хімії
- 3. Метод дослідження, який полягає у реєстрації в системі, що нагрівається чи охолоджується, зміни температури з часом з метою встановлення фазових переходів речовини, а відтак у певних випадках i її складу.
  - Еманаційний термічний аналіз — термоаналітичний метод, в якому виділення радіоактивної еманації з субстанції вимірюється як функція температури під час того, як субстанція нагрівається за певною програмою.